# Orewa
Orewa ist eine nicht mehr eigenständige Stadt im Stadtgebiete des Auckland Council auf der Nordinsel von Neuseeland. Bis Ende Oktober 2010 gehörte Orewa zum ehemaligen Rodney District, der ab 1. November 2010 mit in den neu gebildeten Auckland Council überging.

## Geographie
Die Stadt befindet sich rund 30 km nördlich des Stadtzentrums von Auckland an der Whangaparoa Bay und damit an der Ostküste der Northland Peninsula. Der Orewa River mündet südlich der Stadt in den Pazifischen Ozean. Orewa ist über den nach Norden verlaufenden New Zealand State Highway 1 zu erreichen, der die Stadt westlich passiert.
Orewa gilt als Zentrum der Hibiscus Coast, einem Küstenabschnitt, der sich von der Whangaparaoa Peninsula über Orewa bis nach Waiwera erstreckt.

## Bevölkerung
Zum Zensus des Jahres 2013 zählte der Ort 8523 Einwohner, 16,3 % mehr als zur Volkszählung im Jahr 2006, als die Stadt 7326 Einwohner hatte und schon einen deutlicher Zuwachs in den Bevölkerungszahlen gegenüber 2001 mit 5634 Einwohnern und 1996 mit 4824 Einwohnern zu verzeichnen hatte. So hat sich die Einwohnerzahl von 2013 gegenüber 1996 in nur 17 Jahren nahezu verdoppelt.

## Ereignisse

### Orewa speech
Die Stadt machte am 27. Januar 2004 politische Schlagzeilen, als der Parteivorsitzende der New Zealand National Party, Don Brash, damals Oppositionsführer im Parlament, die nach dem Ort „Orewa speech“ genannte Rede vor dem örtlichen Rotary Club hielt. Diese Rede führte zu einer Kontroverse über die Rassenbeziehungen in Neuseeland. Manche halten diese Ansprache für einen Wendepunkt in der neuseeländischen Politik.

### Pururi Park
Im Jahre 2005 wurde der am Fuß des Eaves Bush liegende Pururi Park für über 2 Mio. NZ$ verkauft. Dies brachte einige Bürger auf, da sie es als Anzeichen für eine weitere kommerzielle Erschließung von Orewa ansahen und den Verlust an Erholungsmöglichkeiten für die Bürger beklagten. Das Gebiet wurde als Ortsteil Kensington Park erschlossen, um Flächen für den schnell steigenden Bedarf an Wohnraum in Orewa und Umgebung gerecht zu werden. Doch nachdem 60 von 750 geplanten Häuser gebaut worden waren, ging 2008 der Investor in Konkurs.